# Уласнагар
Уласнагар је град у Индији у држави Махараштра. Према незваничним резултатима пописа 2011. у граду је живело 506.937 становника.

## Становништво
Према незваничним резултатима пописа, у граду је 2011. живело 506.937 становника.
| 1991.   | 2001.   | 2011.   |
| ------- | ------- | ------- |
| 369.077 | 473.731 | 506.937 |